# Берлінська фондова біржа
Берлінська фондова біржа (нім. Börse Berlin, англ. Berlin Stock Exchange) — фондова біржа в Німеччини. Розташована в Берліні. Об'єдналася з Бременською біржею, тому її ще називають Берлінсько-Бременська.

## Історія біржі
Заснована у 1685 за указом Фрідріха Вільгельма і є однією із найстаріших бірж в Німеччині.